# جامعة سام هيوستن الحكومية
جامعة سام هيوستن الحكومية (تُعرف اختصارًا باسم SHSU أو Sam فقط) هي جامعة عامة في هنتسفيل، تكساس. تأسَّست عام 1879 وهي ثالث أقدم كلية أو جامعة عامة في تكساس. إنها واحدة من أولى المدارس العادية غرب نهر المسيسيبي والأولى في تكساس. سميت باسم سام هيوستن، الذي جعل منزله في المدينة ودفن هناك. جامعة سام هيوستن الحكوميّة هي عضو في نظام جامعة ولاية تكساس ولديها أكثر من 20,000 طالب في أكثر من 80 برنامجًا جامعيًا و 59 ماجستيرًا و 10 برامج للحصول على درجة الدكتوراه. تقدم الجامعة أيضًا أكثر من 20 درجة البكالوريوس والدراسات العليا عبر الإنترنت.

## التاريخ

### القرنين التاسع عشر والعشرين
كان حرم جامعة ولاية سام هيوستن في الأصل موطنًا لكلية أوستن، المؤسسة المشيخية التي انتقلت إلى شيرمان، تكساس، في عام 1876. تم تشييد قاعة أوستن في عام 1851 وهي أقدم مبنى جامعي غربي نهر المسيسيبي لا يزال قيد التشغيل. تم تجديده في عام 2012 ويستخدم اليوم للاجتماعات والمناسبات الخاصة. والجدير بالذكر أن سام هيوستن نفسه حضر وشارك في التفاني الأصلي للمبنى. تم إنشاؤه بموجب تشريع وقعه الحاكم أوران ميلو روبرتس في يوم سان جاكينتو، 21 أبريل 1879، كان الهدف المخصص لمعهد سام هيوستن نورمال (بالإنجليزية: Sam Houston Normal)‏ هو تدريب المعلمين للمدارس العامة في تكساس. كانت أول مدرسة لتدريب المعلمين في جنوب غرب الولايات المتحدة. في 10 أكتوبر من نفس العام، بدأ الفصل الأول من 110 طلاب وأربعة أعضاء هيئة التدريس التدريس. توفي برنارد مالون، أول رئيس للمدرسة، بعد أحد عشر يومًا من افتتاح المعهد.
كانت مكتبة بيبودي التذكارية المكونة من غرفة واحدة أول مكتبة حرم جامعي قائمة بذاتها في تكساس. تم تشييده في عام 1901 بتمويل من مؤسسة جورج بيبودي. وفقًا لكتالوج المعهد العادي، كانت المكتبة «هيكلًا رائعًا للغاية، ومصممة خصيصًا للغرض الذي سيتم استخدامها من أجله. ويقال إنه لا توجد مدرسة من هذا النوع في الجنوب لها مبنى يضاهيها». تم ترميمه بالكامل، ويستخدم الآن كمكان لأحداث الجامعة الخاصة. عندما افتتحت الجامعة لأول مرة، تلقى الطلاب شهادة للتدريس في المدارس الابتدائية والثانوية بالولاية. بعد عام 1919، بدأت الجامعة في منح درجات البكالوريوس. في عام 1936، منحت المدرسة الأولى درجات في فئة الدراسات العليا.

### القرن الحادي والعشرين
احتفلت جامعة جامعة سام هيوستن الحكوميّة بمرور 125 عام على تشغيلها في عام 2004. أطلقت الجامعة حملتها الرأسمالية الأولى في مارس 2016 بهدف 50 مليون دولار وأغلقت كتب الحملة في 31 أغسطس 2010، مع التزامات بقيمة 61.2 مليون دولار. يوجد بالجامعة 110.000 خريج حي ومخاطب وجمعية خريجين نشطة تضم 10000 عضو، وتعقد 200 اجتماع وفعالية سنويًا. في 30 مايو 2012، تم افتتاح جامعة سام هيوستن الحكوميّة - مركز وودلاندز (بالإنجليزية: The Woodlands Center)‏ في حرم كلية لون ستار في مونتغمري. تشمل التسهيلات 144,164 قدم مربع (13,393.3 م2) ولها جراج من خمسة طوابق. تدير الجامعة أيضًا جامعة سام هيوستن الحكوميّة - جامعة بارك (بالإنجليزية: University Park)‏ في ملكية كلية لون ستار - جامعة بارك (بالإنجليزية: Lone Star College-University Park)‏ في مقاطعة هاريس غير المسجلة بالقرب من تومبال.

### تغييرات الاسم
على مدار تاريخها، خضعت جامعة اسم لعدد من التغييرات في الاسم:
- 1879 (21 أبريل): تأسست كمعهد سام هيوستن للمعلمين
- 1923: كلية سام هيوستن للمعلمين
- 1965: كلية سام هيوستن الحكومية
- 1969: جامعة ولاية سام هيوستن

في أبريل 2007، مرر قانون مجلس النواب رقم 1418 دون اعتراض في المجلس التشريعي لولاية تكساس، مما منع مجلس حكام نظام جامعة ولاية تكساس من تغيير اسم الجامعة إلى ولاية تكساس - سام هيوستن. عكس نكتة شائعة — كررها الخريج دان راذر في سيرته الذاتية عام 1978 الكاميرا لا تومِض أبدًا (بالإنجليزية: The Camera Never Blinks)‏، لم تُعرف المدرسة مطلقًا باسم معهد سام هيوستن للتدريس (بالإنجليزية: Sam Houston Institute of Teaching)‏ أو معهد سام هيوستن للتكنولوجيا (بالإنجليزية: Sam Houston Institute of Technology)‏. تم توسيع هذه النكتة في عام 2006 إلى فيلم روائي كامل، بعنوان مقبول، والذي تدور أحداثه في حرم معهد ساوث هارمون الخيالي للتكنولوجيا.

## الحرم الرئيسي

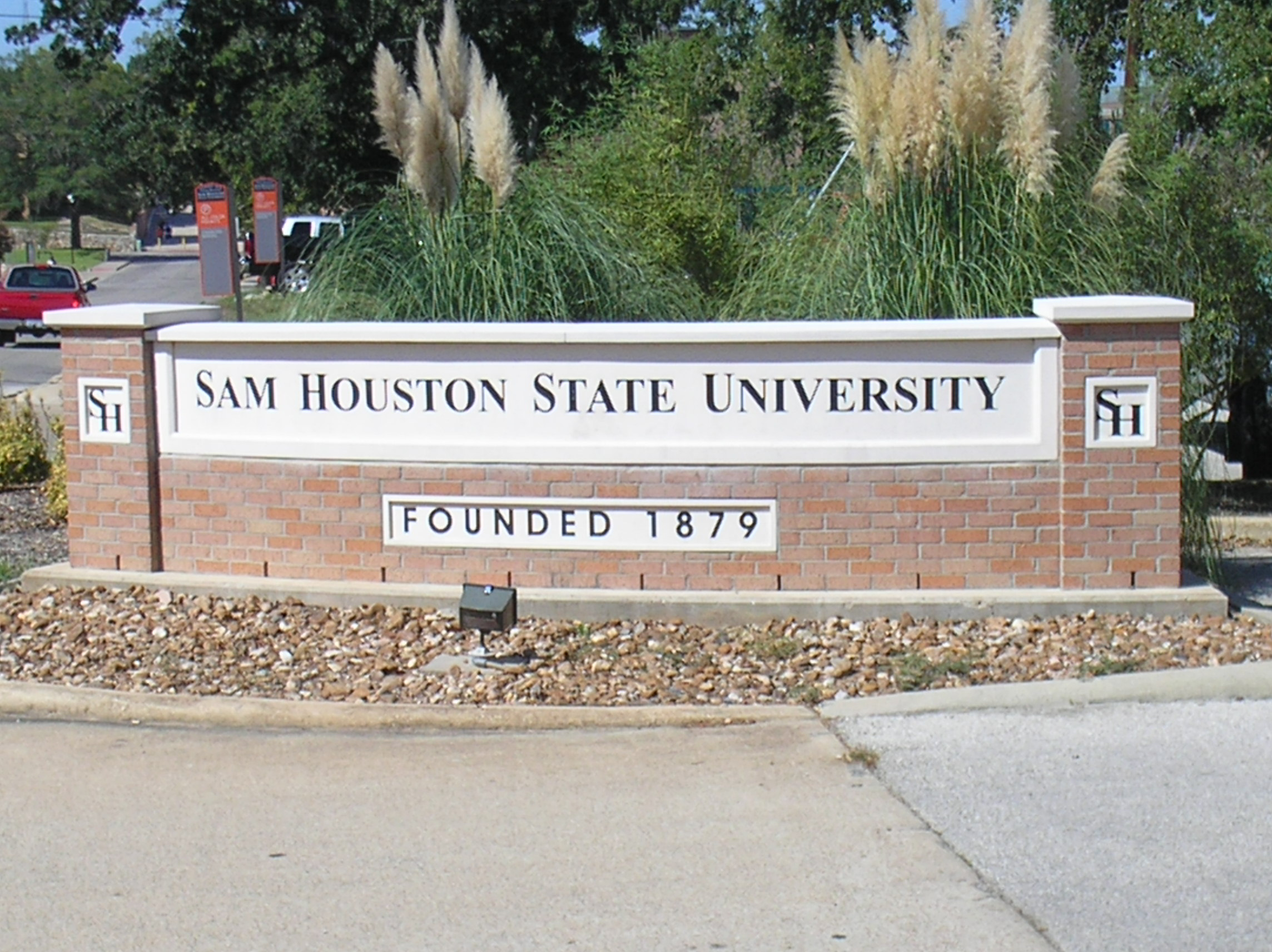
علامة ترحيب.

يقع الحرم الجامعي الرئيسي الريفي المرصع بأشجار البلوط على 316 أكر (128 ها) في المنطقة الوسطى من هانتسفيل. يضم مجمعان زراعيان كبيران 1,600 أكر (650 ها) مزرعة التدريس والبحوث وساحة مسابقات رعاة البقر. يضم الحرم الجامعي أيضًا قبة فلكية ومرصدًا ومزرعة جسدية وملعب جولف مكونًا من 18 حفرة يسمى رافين نيست. تشمل منطقة المركز التجاري بالحرم الرئيسي برج بلاتشلي بيل والساعة ونافورة. وقف الحرم الجامعي لجامعة أوستن الخيالية في الفيلم السينمائي حياة ديفيد جيل (بالإنجليزية: The Life of David Gale)‏.

## أكاديميون
يتم تنظيم الأقسام والبرامج الأكاديمية في ولاية سام هيوستن في ثماني كليات:
- كلية إدارة الأعمال [20]
- كلية العدالة الجنائية [21]
- كلية التربية [22]
- كلية الآداب والإعلام [23]
- كلية العلوم الإنسانية والاجتماعية [24]
- كلية العلوم وتكنولوجيا الهندسة [25]
- كلية العلوم الصحية [26]
- كلية طب تقويم العظام [27]

بالإضافة إلى ذلك، تسجل الجامعة أكثر من 350 طالبًا جامعيًا متفوقًا في كلية إليوت تي باورز الشرفية الانتقائية. صنَّفت مجلة العدالة الجنائية مؤخرًا البرامج داخل كلية العدالة الجنائية ضمن المراكز الخمسة الأولى على المستوى الوطني. صنفت مجلّة مجلة طيف الرقص (بالإنجليزية: Dance Spectrum Magazine)‏ برامج المسرح والرقص ضمن أفضل 25 برنامجًا على المستوى الوطني، ووفقًا لجمعية الرقص الوطنية، تعد جامعة سام هيوستن الحكوميّة موطنًا لفريق الرقص الرياضي عالي الجودة. تقدم الجامعة البرنامج الاحترافي الوحيد لإدارة الجولف في تكساس، وهو واحد من 20 برنامجًا في الدولة. تمتلك جامعة جامعة سام هيوستن الحكوميّة أيضًا أحد أقدم برامج الحوار والنقاش في الدولة.
اعتبارًا من مايو 2016، تقدم الجامعة:
- ثمانية وثمانون برنامجًا لدرجة البكالوريوس
- تسعة وخمسون برنامج ماجستير
- ثمانية برامج دكتوراه (علم النفس العيادي، تعليم المستشار، العدالة الجنائية، إدارة التعليم التنموي، القيادة التربوية، علوم الطب الشرعي، تصميم النظم التعليمية والتكنولوجيا، ومحو الأمية)
- إحدى وعشرون شهادة [29]

### كلية العدالة الجنائية
كلية العدالة الجنائية بجامعة جامعة سام هيوستن الحكوميّة هي أكبر وأقدم برامج العدالة الجنائية في الدولة. لطالما ارتبطت هانتسفيل بالعدالة الجنائية، كونها المقر المشترك لإدارة العدالة الجنائية في تكساس ومنزلًا للعديد من السجون، بما في ذلك وحدة الجدران التي تضم غرفة تنفيذ الولاية، وتقع على بعد حوالي كتلتين شمال الحرم الجامعي. في عام 1970، أصبحت الكلية واحدة من أوائل البرامج في الولايات المتحدة التي تمنح درجة الدكتوراه. في العدالة الجنائية، وكانت أول مؤسسة في ولاية تكساس تقدم درجة الماجستير في العلوم في علوم الطب الشرعي. دكتوراه جامعة سام هيوستن الحكوميّة في العلوم السريرية مع التركيز على الطب الشرعي هي واحدة من سبعة برامج معتمدة من هذا القبيل في الولايات المتحدة. تم الاعتراف بأعضاء هيئة التدريس بالكلية مؤخرًا على أنها رابع أكثرها إنتاجية على المستوى الوطني في مجالهم من حيث البحث، وتتراوح مجالات خبرتهم من القتل المتسلسل والكراهية الجريمة والإرهاب للشرطة والقانون والإصلاحيات والأمن. تضمُّ كلية العدالة الجنائية المقر الرئيسي للجنة تكساس للطب الشرعي. كما يضم معهد بيل بلاكوود لإدارة إنفاذ القانون في تكساس، والذي يتخصص في تدريب مسؤولي إنفاذ القانون المحليين والولائيين والفدراليين في مجال الإدارة والإشراف. تضم الكلية أيضًا قاعة محكمة عاملة حيث يمكن للطلاب مراقبة المحاكمات الحقيقية وتحليلها.

### دراسات تكساس
تم الإشادة بالجامعة مؤخرًا لتقديمها دورات تشجع على دراسة العلم والإغراء وتاريخ ولاية لون ستار. في عام 2012، عمل خبراء المحفوظات الرقمية في مكتبة الجامعة مع المسؤولين في متحف محلي للمحاربين القدامى لإطلاق مجموعة التاريخ الشفوي للمحاربين القدامى في تكساس.

## ألعاب القوى
ألوان جامعة سام هيوستن هي البرتقالي والأبيض، ولقبها هو بيركاتس. تشارك فرق ولاية سام هيوستن الرياضية في الرابطة الوطنية لرياضة الجامعات القسم الأول (تقسيم البطولة لكرة القدم) في المؤتمر الرياضي الغربي. فاز سام هيوستن بيركاتس ببطولة الرابطة الوطنية لرياضة الجامعات القسم I لكرة القدم لعام 2020 على ولاية ساوث داكوتا بنتيجة 23-21 وانتهى بتسجيل موسم 10-0. كان هذا الفوز هو أول بطولة وطنية لبركات لكرة القدم منذ فوزه ببطولة NAIA عام 1964. شهد موسم 2020 أيضًا رحلة سام هيوستن الثالثة إلى مباراة البطولة في عشرة مواسم. أُطلق على الفرق الرياضية في جامعة سام هيوستن الحكوميّة لقب «ذا بيركاتس» منذ عام 1923 عندما تم تغيير اسم الجامعة من قبل الهيئة التشريعية لولاية تكساس من معهد سام هيوستن نورمال إلى كلية سام هيوستن للمعلمين. قبل عام 1923، كانت تُلقب الفرق الرياضية باسم «نورمالز». المشكوك فيه أن أولئك الذين صاغوا لقب «بيركات» كان لديهم حيوان معين في الاعتبار. على الأرجح، جاء الاسم من مقولة محلية شهيرة في ذلك الوقت، «صعبة مثل بيركات!» قال الراحل ريد ليندسي، الذي كان طالبًا / رياضيًا في عشرينيات القرن الماضي وتقاعد لاحقًا كمسجل جامعي، ذات مرة «لقد كان اسمًا قتاليًا جيدًا في ذلك الوقت». نظرًا لأن الحيوان في المثل كان يُعتقد أنه أسطوري أكثر من كونه حقيقيًا، فقد تم تثبيت التهجئة على «بيركات». ومع ذلك، هناك بعض الحجج القائلة بأن سام هيوستن بيركاتس تم تصميمه على غرار بنتورونغ أو كنكاج.
في أواخر الأربعينيات من القرن الماضي، حاول رئيس جامعة سام هيوستن الحكوميّة هارمون لومان تغيير تعويذة جامعة سام هيوستن الحكوميّة من بيركاتس إلى «ريفنز» (بعد لقب شيروكي الجنرال سام هيوستن). السيدة. أفاد فيرنون شودر أن الخريجين استطلعت آراؤهم وصوتت للغراب، لكن «كل هؤلاء بيركاتس العجوز هزمونا!». بدأت شخصية التميمة سامي بيركات، مع الإضافة اللاحقة لسامانثا، في الظهور في الأحداث الرياضية جامعة سام هيوستن الحكوميّة في عام 1959.

### التنافس
المنافس الأساسي لجامعة سام هيوستن الحكوميّة هو جامعة ستيفن إف أوستن الحكومية (SFA) ويمكن أن تتصاعد التوترات بين المدرستين قبل الأحداث الرياضية الكبرى التي تضع أحدهما ضد الآخر. تعود لعبة كرة القدم السنوية بين جامعة سام هيوستن الحكوميّة وجامعة ستيفن إف أوستن الحكومية، المسماة معركة بيني وودز (بالإنجليزية: Battle of the Piney Woods)‏، إلى عام 1923. منذ عام 2010، تم عرض المسلسل في ملعب إن آر جي في هيوستن، تكساس.

### التعويذة
يمثل بيركات لاعب سام هيوستن من قبل سامي بيركات، وهو تميمة مقلدة، قام بالترفيه وقاد الحشود في الهتافات خلال الأحداث الرياضية منذ عام 1959.

### النادي الرياضي
تحظى رياضات الأندية بشعبية كبيرة في جامعة سام هيوستن الحكوميّة. تشمل بعض الألعاب المتاحة للطلاب ما يلي: رفع الأثقال، وفريسبي في نهاية المطاف، ولاكروس، والرجبي، وفنون الدفاع عن النفس، والفخ والسكيت، والهوكي المضمن، وكرة السلة، والكرة الطائرة، وكرة القدم، والتنس، والبيسبول. فاز فريق سام هيوستن جيديتش في 2013 ببطولة آي كيو آي القسم الثاني. تحمل برامج سبيريت، والبهجة، والرقص، والتمائم، لسام هيوستن معظم الألقاب الوطنية من بين جميع الأنشطة الرياضية والترفيهية في سام هيوستن. الفريق المختلط هو حامل اللقب من إن سي آي في أبريل الماضي. صنع فريق آل جيرل تاريخ المدرسة بفوزه بأول بطولة وطنية في أبريل 2014.

## وسائط الحرم الجامعي
تدير مدرسة جامعة سام هيوستن الحكوميّة للإعلام الجماهيري، وهي محطة راديو يديرها الطلاب (90.5 FM) ومحطة تلفزيونية (قناة الكابل 7)، وتبث الأخبار والرياضة والبرامج الترفيهية للحرم الجامعي والمجتمع. «ذا هيستونيان» هي صحيفة الحرم الجامعي التي ينشرها الطلاب مرتين أسبوعياً. تقع استوديوهات ومكاتب البث لجميع الوسائط الثلاثة داخل مبنى دان راذير. كان ألكالد هو الكتاب السنوي للجامعة، والذي نُشر في الفترة من 1910 إلى 1998 ومن 2003 إلى 2006 ؛ تم تسميته تكريما لحاكم ولاية تكساس وهران روبرتس، الملقب بـ «ذا أولد ألكالد».

## خريجون متميّزون
- دانا أندروز، ممثل
- مايكل بانكستون، لاعب كرة قدم أمريكي سابق
- فريد بيني، إبريق لاعب في دوري كرة القاعدة الرئيسي سابقًا
- راي بينج جرة لاعب في دوري كرة القاعدة الرئيسي سابقًا
- ريت بومار، لاعب كرة قدم أمريكي سابق
- كين بوسويل، لاعب في دوري كرة القاعدة الرئيسي سابقًا
- جيريميا بريسكو، لاعب كرة القدم الأمريكي الحالي
- كاتي روز كلارك، ممثلة
- بريسيلا كولمان، فنانة
- جيري كوكر، معلم موسيقى الجاز
- كيث ديفيس، لاعب كرة القدم الأمريكي السابق
- ماري ديشامبريس، محررة الأفلام والتلفزيون الأمريكية
- تيم دنتون، لاعب كرة قدم أمريكي سابق
- لاكلان إدواردز، لاعب كرة القدم الأمريكي الحالي
- أشلي إتيان [37]
- جون فيرلينج مؤلف ومؤرخ وأستاذ
- بيلي جان، مصارع محترف في دبليو دبليو إي
- بي جي هال، لاعب كرة القدم الأمريكي الحالي
- كيث هاينريش، لاعب كرة قدم أمريكي سابق
- فيل هينيغان، إبريق لاعب في دوري كرة القاعدة الرئيسي سابقًا
- آبي جونسون، ناشطة
- مات لانجويل، إبريق لاعب في دوري كرة القاعدة الرئيسي حاليًا
- ريتشارد لينكلاتر، مخرج الفيلم
- داستن لونج، لاعب كرة القدم الأمريكي السابق
- ماركوس لوتريل، جندي البحرية الأمريكية السابق
- ريك ماتولا إبريق لاعب في دوري كرة القاعدة الرئيسي سابقًا
- جوش ماكوون، لاعب كرة القدم الأمريكي الحالي
- جويل ماكدونالد، ممثل صوت
- رايان أوهيرن الحالي لاعب في دوري كرة القاعدة الرئيسي لفريق كانساس سيتي رويالز
- دان راذر، صحفي
- رالف روثستروم، لاعب كرة قدم أمريكي سابق
- شيا سيرانو، مؤلف
- ثاكسين شيناواترا، رئيس الوزراء التايلاندي السابق
- كاليب سميث الحالي جرة لاعب في دوري كرة القاعدة الرئيسي
- ستيف سباركس، المذيع السابق لاعب في دوري كرة القاعدة الرئيسي
- جوردان تاتا، إبريق لاعب في دوري كرة القاعدة الرئيسي سابقًا
- ريان تيبيرا إبريق لاعب في دوري كرة القاعدة الرئيسي حاليًا
- دون ويلشيل، إبريق لاعب في دوري كرة القاعدة الرئيسي سابقًا
- فيليب ويلمان، مدرب البيسبول الأمريكي
- تشارلي ويلسون، سياسي أمريكي سابق
- داستي وولف، مصارع محترف سابق، مدرس التاريخ الحالي [38]
- وليام جاريت رايت، شاعر